# Mikmačtina
Mikmačtina (mikmacky lnuismk, mi'kmawi'simk) je algonkinský jazyk užívaný Mikmaky v Kanadě a Spojených státech.
Počet mluvčích se odhaduje na 10 000. Mluvčí žijí při atlantském pobřeží v provinciích Nový Brunšvik, Nové Skotsko, Ostrov prince Edvarda, v Spojených státech ve státě Maine a v Bostonu. Jazyk je psán latinkou (s několika drobnými variantami zápisu), do 19. století byl známo zvláštní hieroglyfické písmo.

## Příklady

### Číslovky
| Mikmacky   | Česky |
| ne'wt      | jeden |
| ta'pu      | dva   |
| si'st      | tři   |
| ne'w       | čtyři |
| na'n       | pět   |
| asukom     | šest  |
| l'uiknek   | sedm  |
| ukmuljin   | osm   |
| pesqunatek | devět |
| newtiska'q | deset |

## Vzorový text

### Všeobecná deklarace lidských práv
| mikmacky | Msit mimajulnu'k weskwijinu'ltijik alsumsultijik aqq newte' tett wkpimte'tmut aqq koqwajo'taqnn wejkul'aqmititl.                           |
| česky    | Všichni lidé se rodí svobodní a sobě rovní co do důstojnosti a práv. Jsou nadáni rozumem a svědomím a mají spolu jednat v duchu bratrství. |